# Обухов, Михаил Иванович
Михаил Иванович Обухов (29 октября 1871 года, с. Пешелань Нижегородской губернии — 4 октября 1943 года, Уфа) — русский советский педагог, автор учебника «Букварь для взрослых по новой орфографии», литературы по педагогике.

## Биография
Родился 29 октября 1871 года в селе Пешелань Нижегородской губернии в бедной семье бывшего крепостного крестьянина Собакинской волости Арзамасского уезда Нижегородской губернии. Получив образование, с 1891 работал в школах Нижегородской губернии. Понимая бедственное положение голодающих крестьян, выступал в их защиту, за что был сослан в ссылку. В 1906—1907 годах пребывал в Архангельской губернии. Совершил побег и вновь был отправлен на прежнее место ссылки. В 1907—1908 годах работал под вымышленным именем М. Шорин в Бюро Московской областной организации Всероссийского союза учителей и деятелей народного образования. В 1910—1913 годах вновь отбывал ссылку в Астраханской губернии. Уфа стала новым местом ссылки революционно настроенного педагога. Под надзором полиции он работал с 1913 года Уфимском губернском отделе народного образования, с 1919 года работал зав. подотделом статистики губернского отдела.
Заботой педагога, собирающего статистические сведения, было провести контроль работы местных национальных начальных и средних школ — мектебе и медресе. Обобщив полученные статистические данные, М. Обухов в 1915 году издал книгу «Мектебе Уфимской губернии». В этой книге автор приводил статистические сведения об образовательных учреждениях края, ратовал за постановку «на должную высоту организацию магометанских школ». В 1917 году увидели свет его работы «Народные и центральные библиотеки Уфимского губернского земства» и «Школьная статистика».
Появление этих книг вызвало такой отклик в общественности Уфы, что в 1917 году губернатор Уфы П. П. Башилов вынужден был предложить председателю Уфимской земской управы П. Ф. Коропачинскому «немедленно устранить Михаила Иванова Обухова от всякой службы каких бы то ни было сделанных работ и занятий в земстве. В противном случае мною будет воспрещено Обухову в порядке действующего в губернии „Положения“ его проживание в городе Уфе. О последующем представить мне результат в самом непродолжительном времени». Распоряжение не было исполнено из-за случившихся в России Февральской и последующей Октябрьской революций 1917 года.
М. И. Обухов продолжал работать на прежнем месте, издал за свой счет альманах «Обновление государственного строя и общественной жизни». В 1919 году, после установления в Уфе советской власти, был избран в Уфимский городской совет рабочих и солдатских депутатов. В этом же году в издании Губернского отдела народного образования (ГубОНО) вышел в свет написанный им «Букварь для взрослых по новой орфографии». В 1921 и 1922 годах букварь переиздавался большими тиражами и долгое время был в Башкирии основным учебником на русском языке для школ первой ступени.
В январе 1920 года Михаил Иванович работал некоторое время преподавателем Юматовской сельскохозяйственной школы, в этом же году вернулся в Уфу, где работал заведующим трудовой школой в Восточной слободе, до 1930 года был заведующим уфимской железнодорожной школой № 5. В апреле 1928 года «за большую революционно-общественную деятельность» ему назначили персональную пенсию Российской Федерации.
Скончался 4 октября 1943 года в Уфе, похоронен на Сергиевском кладбище.

## Труды
- Мектебы Уфимской губернии. Уфа, 1915;
- Народное образование в Уфимской губернии в 1917 году. Уфа, 1917;
- Букварь для взрослых и самоучек. Уфа, 1919;
- Чтения в крестьянских кружках самообразования : (Опыт указателя книг) / Сост. М. Обухов. — Казань : Сеятель, 1906. — 31 с.